# فيليس كينغ
فيليس كينغ (بالإنجليزية: Phyllis King)‏ هي كاتِبة وشاعرة بريطانية، ولدت في القرن العشرين.

## وصلات خارجية
- فيليس كينغ على موقع ميوزك برينز (الإنجليزية)
- فيليس كينغ على موقع ديسكوغز (الإنجليزية)